# Госпођа де Стал
Госпођа де Стал (фр. Germaine de Staël) или правим именом Жермена Некер (фр. Germaine Necker; Париз, 22. април 1766 — Париз, 14. јун 1817) је била француска књижевница.

## Биографија
Рођена је у Паризу, а отац јој је био Жак Некер, угледни женевски банкар и министар финансија Луја XIV. Њена мајка, Сизан Киршо, врло образована жена, држала је цењени књижевни салон који су посећивали Дидро, Грим, Бифон, Ренал и други познати уметници. У тој средини Жермена добија своје прво образовање. Након удаје за шведског дипломату, барона Стал-Холстена (по коме јој остаје титула, бароница де Стал), она отвара свој салон, у којем се у доба Француске револуције окупљају присталице уставне монархије. Након победе републиканских снага и септембарског масакра (1792) склања се у Копе, имање Некерових на Женевском језеру. Ту среће Бенжамена Констана, француског књижевника, с којим ће бити у вишегодишњој љубавној вези. По примиривању ситуације враћа се у Париз и обнавља књижевни салон. Покушава да се приближи младом генералу Бонапарти, али будући цар није марио за њене интелектуалне и физичке чари. Она тада прелази у опозицију, а њен салон постаје место антинаполеоновских критика. Године 1803. прогнана је из Париза. Све до 1807. обилази Немачку и Италију. На основу тих путовања пише књигу, која је уништена по Наполеоновој наредби, а госпођа де Стал протерана у Копе. Након његовог пада враћа се у Париз, где наставља да окупља уметнике и друге виђеније људе у свој салон.